# On Target (Bangalore Choir)
On Target è il primo album in studio dei Bangalore Choir, uscito nel 1992 per l'etichetta discografica Giant Records.
Il disco contiene il brano Angel in Black, brano che all'epoca era già stato inciso dagli Autograph ma che sarebbe stata pubblicata da questi solo nel 1997, con l'uscita della raccolta Missing Pieces.
Il brano Do the Dance è stato composto da Jon Bon Jovi e Aldo Nova.

## Tracce
1. Angel in Black (cover degli Autograph)
2. Loaded Gun
3. If the Good Die Young (We'll Live Forever)
4. Doin' the Dance
5. Hold on to You
6. All or Nothin'
7. Slippin' Away
8. She Can't Stop
9. Freight Train Rollin'
10. Just One Night

## Formazione
- David Reece - voce
- Curt Mitchell - chitarra
- John Kirk - chitarra
- Ian Mayo - basso (solo accreditato, non partecipò alle sessioni)
- Jackie Ramos - batteria (solo accreditato, non partecipò alle sessioni)
- Dan Greenberg - basso
- Derek Thomas - batteria